# Больше-Ольшанская волость
Больше-Ольша́нская волость — низшая административно-территориальная единица (волость) в составе Аткарского уезда Саратовской губернии. 
Волостной центр — село Большая Ольшанка. 

## История
Волостные правления в России государственных (казённых) крестьян были учреждены Высочайшим указом «О разделении казённых селений на волости и о порядке внутреннего их управления», от 07 августа 1797 года, как низшая инстанция управления государственными крестьянами, и их основными функциями были: наблюдение за порядком и сбором податей, надзор за поведением государственных крестьян, ведением ими хозяйства, проведение рекрутских наборов.
В России волости включали в себя поселения казённых крестьян, а после реформы 1861 года волости были образованы также для бывших владельческих и удельных крестьян, на основании «Общего положения о крестьянах, вышедших из крепостной зависимости», от 19 февраля 1861 года, и волостные правления стали органами самоуправления для всех крестьян.
Волость Больше-Ольшанская была образована после 1883 года. Постановлением Временного правительства Российской Республики, от 21 мая 1917 года, волостное правление Больше-Ольшанской волости было упразднено.
Волость Больше-Ольшанская была упразднена 12 декабря 1923 года путём включения в состав состав Баландинской волости. В Союзе ССР волости были упразднены в ходе административно-территориальной реформы 1923—1929 годов, и уездно-волостное деление было заменено районным.
Ныне территория волости входит в Калининский район Саратовской области Российской Федерации.

## Состав
Согласно «Общему положению о крестьянах, вышедших из крепостной зависимости» волость являлась низшей административной единицей крестьянского самоуправления, образуемой из смежных сельских обществ, с численностью населения от 300 до 2 000 ревизских душ мужского пола.
Больше-Ольша́нская волость включала в себя:
- Поселения на крестьянской надельной земле:
  - село Большая Ольшанка;
  - село Новые Выселки (Раковка);
- Поселения на вненадельной земле (купленной, арендованной и прочее):
  - посёлок Крутецкий, куплено через посредника у Крестьянского Поземельного Банка, крестьяне, малороссы и черкасы, число дворов 28, мужского пола 108, женского — 83 души;
  - посёлок Ново-Князевский.

В период с 16 декабря 1917 года по 12 ноября 1923 года в состав волости входили сельские, поселковые советы (в скобках другое наименование или написание):
- Больше-Ольшанский;
- Крутецкий (Крутцовский);
- Ново-Выселский;
- Ново-Князевский.